# Liste der Naturdenkmale in Bad Grund (Harz)
Die Liste der Naturdenkmale in Bad Grund (Harz) nennt die Naturdenkmale in Bad Grund im Landkreis Göttingen in Niedersachsen.

## Naturdenkmale
| Bild                          | Bezeichnung                                                | Ort, Lage                                           | Beschreibung | Schutzzweck | Nummer      |
| ----------------------------- | ---------------------------------------------------------- | --------------------------------------------------- | --- | --- | ----------- |
| BW                            | Neue Winterberghöhle (Bad Grund)                           | Bad Grund (Harz) (51° 49′ 25,1″ N, 10° 14′ 20,3″ O) | Winterberghöhle am Winterberger Steinbruch | | ND OHA00021 |
| BW                            | Frankenberg-Höhle bei Bad Grund (Harz)                     | Bad Grund (Harz) (51° 49′ 5,2″ N, 10° 15′ 7,4″ O)   | Frankenberg-Höhle im oberdevonischen Riffkalk-Massiv des Iberges, Spuren des Bad Grunder Eisensteinbergbaues                                                                     | von besonderer geologischer und paläontologischer sowie kulturhistorischer Bedeutung                                                               | ND OHA00026 |
| mehr Fotos \| Fotos hochladen | Hübichenstein bei Bad Grund (Harz)                         | Bad Grund (Harz) (51° 49′ 12,5″ N, 10° 14′ 6,5″ O)  | markante Felsklippengruppe des Iberger Riffkalks | besondere Eigenart und landschaftliche Schönheit, sagenumwobener Hübichenstein mit Höhlen von heimatkundlicher Bedeutung                           | ND OHA00051 |
| BW                            | Eiben in Strauchform auf dem Iberg (Bad Grund)             | Bad Grund (Harz) (51° 49′ 2,9″ N, 10° 15′ 1,3″ O)   | vier Eiben in Strauchform auf bzw. an einer Klippe, Relikte der ehem. natürl. Bestockung des Iberges                                                                             | in dieser Ausprägung von besonderer Bedeutung für Natur- und Heimatkunde                                                                           | ND OHA00052 |
| mehr Fotos \| Fotos hochladen | Eibe in Windhausen                                         | Windhausen (51° 47′ 14″ N, 10° 12′ 34,4″ O)         | außerordentlich mächtige, ca. 1000 Jahre alte Eibe | aufgrund ihres Alters von besonderer Seltenheit und Schönheit                                                                                      | ND OHA00072 |
| mehr Fotos \| Fotos hochladen | Linde bei der Burgruine Windhausen                         | Windhausen (51° 47′ 15,5″ N, 10° 12′ 51,6″ O)       | ca. 800 Jahre alte Sommer-Linde mit mächtigem Hohlstamm, der sich in mehrere Stämmlinge teilt                                                                                    | von besonderer Seltenheit, Eigenart und Schönheit                                                                                                  | ND OHA00073 |
| mehr Fotos \| Fotos hochladen | Geologischer Aufschluss am Gehöft Allershausen in Gittelde | Gittelde (51° 48′ 5,8″ N, 10° 11′ 19,6″ O)          | Sichtbare Zechsteinauflagerung am ehemaligen Steinbruch. Überregional bedeutender Aufschluss der Transgression des Zechstein-Meeres über das gefaltete varistische Grundgebirge. | aufgrund seiner Seltenheit und der besonderen Struktur der aufgeschlossenen geologischen Schichten insbesondere für die Wissenschaft von Bedeutung | ND OHA00074 |
| mehr Fotos \| Fotos hochladen | Zwei Traubeneichen am Schützenplatz in Eisdorf             | Eisdorf (51° 45′ 43,5″ N, 10° 10′ 11,4″ O)          | zwei mächtige alte Trauben-Eichen | von besonders ebenmäßigem Wuchs und von besonderer Schönheit, in dieser Ausprägung im Landkreis selten                                             | ND OHA00087 |
| mehr Fotos \| Fotos hochladen | Sommerlinde an der St. Johannis Kirche in Gittelde         | Gittelde (51° 47′ 50,7″ N, 10° 11′ 12,3″ O)         | Ca. 450 Jahre alt, gepflanzt um 1560/1570 | von herausragender Schönheit, Eigenart und Seltenheit                                                                                              | ND OHA00088 |
| mehr Fotos \| Fotos hochladen | Flatter-Ulme in Teichhütte                                 | Teichhütte (51° 47′ 2,1″ N, 10° 11′ 50,4″ O)        | in Südniedersachsen seltene, mehr als 200 Jahre alte Flatter-Ulme | in dieser Mächtigkeit im Landkreis einmalig und von herausragender Schönheit                                                                       | ND OHA00092 |

## Ehemalige Naturdenkmale
| Bild                          | Bezeichnung                     | Ort, Lage                                              | Beschreibung | Schutzzweck                                                                        | Nummer      |
| ----------------------------- | ------------------------------- | ------------------------------------------------------ | --- | ---------------------------------------------------------------------------------- | ----------- |
| mehr Fotos \| Fotos hochladen | Iberger Tropfsteinhöhle         | Bad Grund (Harz) (51° 49′ 4,8″ N, 10° 14′ 57,1″ O)     | Tropfsteinhöhle im Iberg bei Bad Grund Seit 2005 nicht mehr als Naturdenkmal aufgeführt, aber durch FFH-Gebiet 145 „Iberg“ und Landschaftsschutzgebiet LSG GÖ 021 „Iberg bei Bad Grund“ weiterhin geschützt. |                                                                                    | ND OHA00053 |
| mehr Fotos \| Fotos hochladen | Gänsekuhle                      | Willensen (51° 46′ 35,4″ N, 10° 9′ 45″ O)              | floristisch und faunistisch bemerkenswertes Relikt ehemals weitverbreiteter Halbtrockenrasen. Ferner zeichnet sich der zwischen Acker und Fichtenforst liegende Magerrasen durch seinen Wacholderbestand aus und belebt in erheblichem Maße das Landschaftsbild. Seit 2005 nicht mehr als Naturdenkmal aufgeführt, aber als geschützter Landschaftsbestandteil GLB OHA 00012 seitdem weiterhin geschützt. | außerordentlich bedeutsamer Beitrag für die Leistungsfähigkeit des Naturhaushaltes | ND OHA00077 |
| mehr Fotos \| Fotos hochladen | Pagenbergswiesen mit Königstein | Eisdorf (Bad Grund) (51° 45′ 27,3″ N, 10° 11′ 49,5″ O) | überwiegend floristisch und faunistisch bemerkenswerte Relikte ehemals weitverbreiteter Halbtrockenrasen. Der Königstein, eine Dolomitklippe, zeichnet sich durch seine Kuppenlage innerhalb der Magerrasen und als Lebensraum insbesondere für Moose aus. Seit 2005 nicht mehr als Naturdenkmal aufgeführt, aber als geschützter Landschaftsbestandteil GLB OHA 00013 seitdem weiterhin geschützt.       | außerordentlich bedeutsamer Beitrag für die Leistungsfähigkeit des Naturhaushaltes | ND OHA00090 |

## Hinweis
Die Naturdenkmale in dieser Liste wurden so vom ehemaligen Landkreis Osterode am Harz verordnet.